# 赫尔曼德省
赫尔曼德省（波斯語：ولایت هلمند）是阿富汗34個省份之一，位於阿富汗南部，是阿富汗最大的省份，面積達58,584平方公里，設有13個縣和超過1,000個村落，人口約為1,442,500人。省會拉什卡爾加。
赫爾曼德省在20世紀阿富汗政府分離成為獨立一省以前一直是大坎大哈地區的一部分。赫爾曼德省設有一個國內機場（波斯特機場），位於拉什卡爾加市內，主要由北約軍隊使用。英國舒拉巴克營和美國萊塞尼克營位於拉什卡爾加西南不遠處。
赫爾曼德河主要在省內流過沙漠地區，為當地提供灌溉用水。卡賈其水壩是阿富汗其中一個重要的水壩，位於加賈其縣。赫爾曼德省是世界上一個大量生產罌粟的地區，佔世界總產量42%，比排行第二位的緬甸要多於一倍。赫爾曼德省同時生產煙草、糖用甜菜、棉花、芝麻、小麥、綠豆、玉米、堅果、向日葵、洋葱、馬鈴薯、蕃茄、花椰菜、花生、杏组、葡萄和瓜。
自從2001年阿富汗戰爭以後，赫爾曼德省就成為叛亂活動的溫床，更被視為阿富汗「最危險的省份」。

## 塔利班
赫尔曼德省现为塔利班武装的根据地之一，是英军和美军重兵打击叛乱份子的焦点地区，9千多名英军和另外1万名美军士兵已经被派往赫尔曼德省，以击溃塔利班并在2009年8月阿富汗总统选举到来之前创造安全环境。打击叛乱份子的战斗相当艰难，不断上升的伤亡人数显示了这一点。

## 鸦片

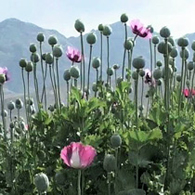
阿富汗赫尔曼德种植的罂粟

阿富汗出产世界上超过90%的鸦片，大多來自赫尔曼德种植的罂粟。这些鸦片被走私出境，最终以海洛因的形式出售。打击不断蔓延的种植罂粟、生产鸦片的战争被证明同样艰难。截止目前，反毒的努力集中在毁坏罂粟种植地方面。赫尔曼德80％的家庭种植罂粟，而种植罂粟的收益资助了塔利班叛乱。罂粟不仅为塔利班带来经费支持，同时也带来了腐败的政府官员。